# Vorstadt Hannover

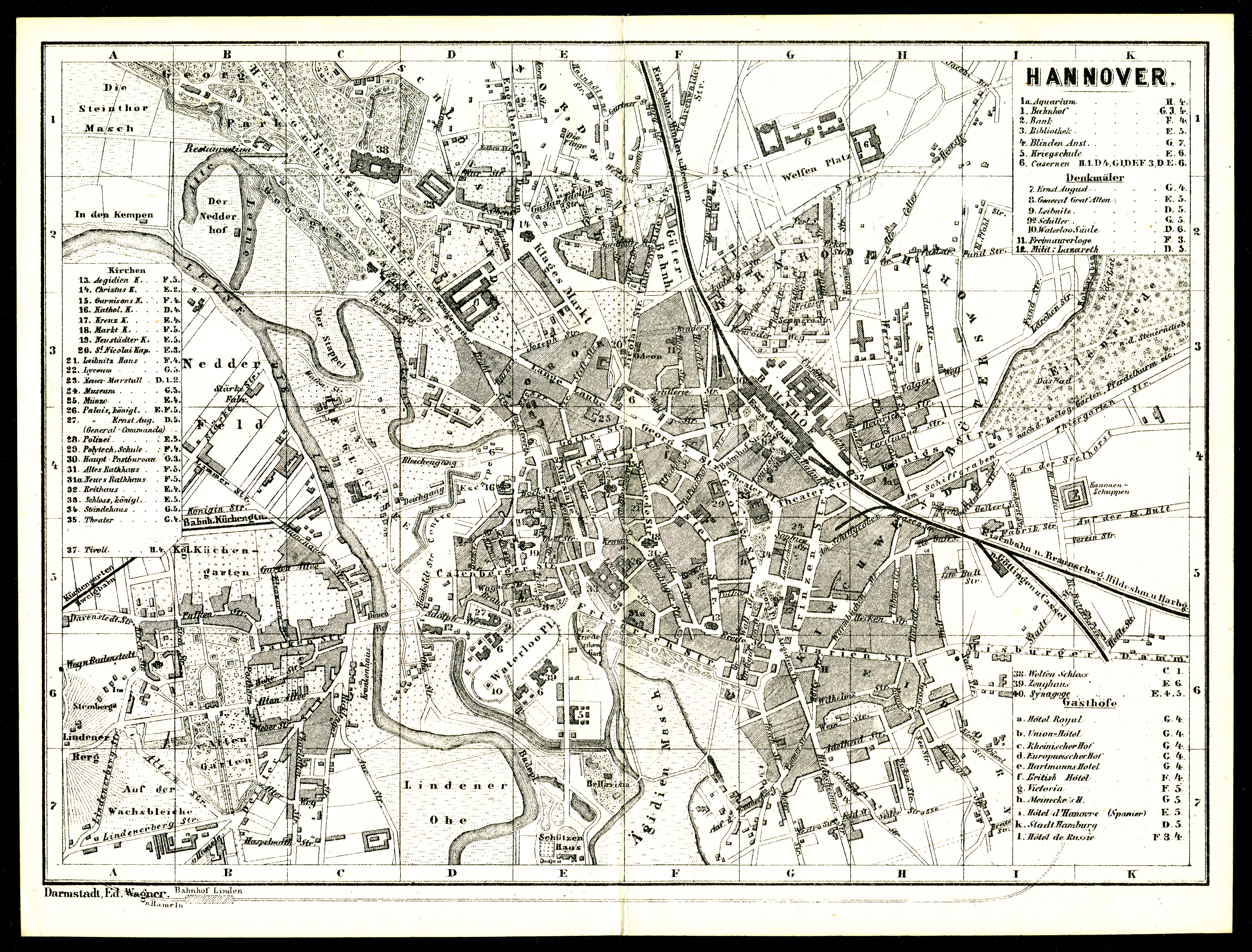
Plan der Stadt Hannover (Ausschnitt) um 1873, auf dem die Ausdehnung der Vorstadt rund um die Altstadt deutlich zu erkennen ist

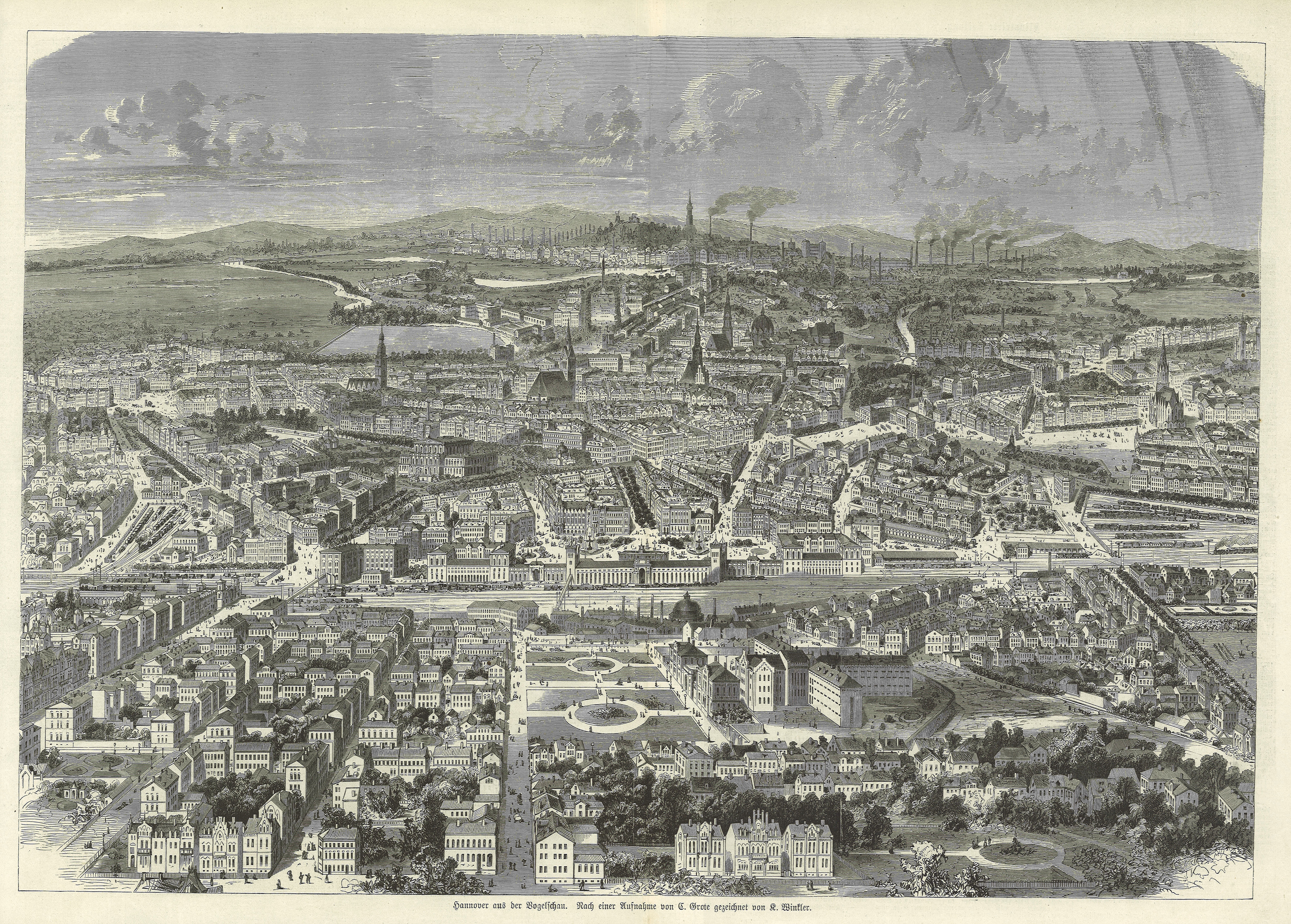
Die Ausdehnung Hannovers, aus der Vogelschau von der späteren Oststadt aus gesehen;
Holzstich von Carl Grote, Illustrirte Zeitung, 1872

Die Vorstadt Hannover war eine im 19. Jahrhundert gebildete Gemeinde rund um die spätere Landeshauptstadt Hannover, die sich aus der Besiedelung des Umlandes rund um die alte Stadt seit dem 16. Jahrhundert entwickelt hatte.

## Geschichte
Die im Mittelalter an die ehemalige Stadtbefestigung Hannovers angrenzenden Acker- und Weideflächen rund um die alte Stadt Hannover waren seinerzeit in der Regel Eigentum von wohlhabenden Bürgern und Adelsfamilien, aber auch von städtischen Stiftungen und Kirchengemeinden. Zudem gab es die sogenannten „Gartenkosaken“, die ab dem 16. Jahrhundert das dorffreie Gebiet um Hannover besiedelten. Ab dem späten 17. und dem frühen 18. Jahrhundert wurden die größeren Ländereien zunehmend auch von kleineren Garten-Pächtern besiedelt. Insbesondere für die Menschen vor dem Aegidientor wurde noch zur Zeit des Kurfürstentums Hannover im Jahr 1741 ein eigener Friedhof angelegt, der Gartenfriedhof. Wenige Jahre später entstand dort von 1746 bis 1749 auch eine erste Kapelle als Vorgängerin der späteren Gartenkirche.
1793 wurden die sogenannten „Gartengemeinden“, die zuvor zu den Ämtern Langenhagen oder Koldingen gehörten, zum Gerichtsschulzenamt Hannover zusammengelegt.
Nach der Schleifung der Befestigungsanlagen zogen weitere Bürger der Altstadt in die Gebiete vor dem Aegidientor und dem Steintor, um sich dort Sommer-, teilweise aber auch schon dauernde Wohnsitze zu errichten. Zu solchen Zwecken errichtete Gebäude zählten um das Jahr 1800 rund 500, im Jahr 1833 bereits 783 Gebäude mit rund 5900 Bewohnern, und 1858 – vor der Eingemeindung der umliegenden Siedlungen – 1843 Gebäude mit rund 19600 Bewohnern. Zu den bedeutenderen Gebäuden aus jener Epoche zählten beispielsweise die Villa Bella Vista oder die Villa Rosa.
Nach der Vereinigung der Städte Hannover und der Calenberger Neustadt im Jahr 1824 wurden die im Gebiet des Gerichtsschulzenamtes Hannover gelegenen Siedlungen 1829 zunächst in 14 Ortschaften gegliedert.
Während sich die „Aegidientor-Gartengemeinde“ unmittelbar im Anschluss an die Altstadt entwickelte, war das Gartenland vor dem Steintor, im Steintorfeld, durch Wiesen und Weideflächen, aber auch Friedhöfe wie den Alten St.-Nikolai-Friedhof oder den Neustädter Friedhof deutlich von der alten Stadt getrennt.
Die Situation bald flächendeckender „Baulücken“ im Steintorfeld änderte sich erst im Zuge der Industrialisierung zur Zeit des Königreichs Hannover. In Verbindung mit dem Bau des ersten Bahnhofs Hannovers im Jahr 1844 stand auch die nordöstliche Stadterweiterung, die von dem königlichen Hofbaumeister Laves entworfene Ernst-August-Stadt.
Kurz zuvor waren 1843 die vierzehn im Gerichtsschulzenamt Hannover liegenden Ortschaften – mit Ausnahme der Ortschaft Westwende, die dann der Ernst-August-Stadt angegliedert wurde – zur Vorstadt Hannover zusammengefasst worden. Diese Vorstadt verwalteten nun ein Bürgermeister, zwei Ratsherren sowie ein aus siebzehn Mitgliedern bestehender Gemeinderat.
Das vergrößerte Stadtgebiet spiegelte sich in den entsprechend vermehrten Daten in den Adressbüchern der Königlichen Haupt- und Residenzstadt.
Die Vorstadt Hannover wurde schließlich 1859 nach Hannover eingemeindet, wodurch sich die Fläche der Residenzstadt auf einen Schlag auf das 15fache vergrößerte.